# Kwadwo Asamoah
Kwadwo Asamoah (Accra, 9. prosinca 1988.) bivši je ganski nogometaš koji je igrao na poziciji veznog.

## Klupska karijera

### Bellinzona
Asamoaha su mnogi europski klubovi uočili dok je igrao za Liberty Professionalse te je 2007. preselio u švicarsku Bellinzonu, no već u siječnju sljedeće godine Asamoah odlazi na posudbu u Torino.

### Udinese
Na ljeto 2008. godine Udinese je doveo Asamoaha na jednogodišnju posudbu s pravom otkupa od jedan milijun eura. Asamoah je u prvoj sezoni, na posudbi u Udinama debitirao na utakmici protiv Sampdorije, 11. siječnja 2009. kada je igrao posljednjih 20 minuta. Već u sljedećem kolu, na utakmici protiv Cagliarija Asamoah je po prvi puta započeo utakmicu od samoga početka.
Svoj prvi pogodak za Udinese postigao je 19. travnja 2009. protiv Fiorentine. Tu sezonu završio je Asamoah s dva zabijena pogotka, a drugi je postigao protiv Cagliarija, 31. svibnja iste godine.
Sljedeće sezone je Udinese odlučio otkupiti Asamoahov ugovor, a on je u toj sezoni postigao samo jedan pogodak, no više od toga značila je momčadi njegova borbenost u sredini terena od zabijanja pogodaka. Svoj 4 pogodak u Serie A zabio je u 5-2 porazu Udinesea od Fiorentine, 1. svibnja 2011. To mu je bio prvi pogodak te sezone, a drugi u karijeri protiv Viola. Dva tjedna nakon gola protiv Fiorentine, Asamoah je zabio i Chievu u pobjedi 2-0.
U sezoni 2011./12. koju je Udinese završio na odličnom 3 mjestu te izborio kvalifikacije za Ligu prvaka, Asamoah je postigao tri pogotka, Ceseni (4-1) i Parmi (dva gola u 3-1 pobjedi).

### Juventus
15. lipnja 2012. Asamoah je zajedno sa svojim suigračem Mauriciom Islom prešao iz Udinesea u talijanskog prvaka, Juventus. Bianconeri su platili 30 milijuna eura za oba igrača.
U svojoj prvoj službenoj utakmici za Juventus u talijanskog Superkupa protiv Napolija Asamoah utakmicu igrao je od prve minute te je u prvome poluvremenu zabio pogodak s 20-ak metara iz voleja. Bio je to izjednačujući pogodak za Juventus koji je poslije slavio 4:2.
Prvu je ligašku utakmicu te sezone igrao od početka. Bilo je to protiv Parme kada je asistirao za vodeći pogodak Stephanu Lichtsteineru. Poslije su ga navijači proglasli igračem utakmice.
U prvoj sezoni u Torinu osvaja i prvi naslov talijanskog prvaka, u ligaškim utakmicama je postigao dva pogotka od kojih je onaj protiv Pescare škaricama bio posebno lijep. Na kraju sezone, zahvaljujući dobrim igrama, čelnici Juventusa odlučili su otkupiti i drugu polovicu ugovora te je tako Asamoah u ljeto 2013. u potpunosti postao igračem Stare Dame.

### Inter Milano
U ljeto 2018. godine je se Ganac preselio u Inter Milano. Stigao je kao slobodan igrač u Milano, gdje je potpisao trogodišnji s Crno-plavima. Asamoah je debitirao protiv švicarskog Lugana u srpnju te godine.

## Trofeji
Juventus
- Serie A: (4)

2012./13., 2013./14., 2014./15., 2015./16.
- Coppa Italia: (2)

2014./15., 2015./16.
- Talijanski Superkup: (3)

2012., 2013., 2015.

## Vanjske poveznice
- Profil na Transfermarktu
- Profil na Soccerwayu